# Geastrum
Geastrum (variante ortográfica: Geaster) es un género de hongo de la familia Geastraceae. Muchos de sus miembros son conocidos como «estrellas de tierra». El nombre se refiere a la forma externa del peridio. En la madurez, la capa externa del cuerpo fructificante se divide en segmentos hacia afuera, que, a su vez, crea un patrón en forma de estrella en el suelo. El peridio interior es un saco de esporas; mientras que, en algunas especies, el peridio externo se separa de una capa intermedia, haciendo que el saco de esporas se acerque a la tierra. Si el peridio exterior se abre cuando está mojado y se cierra cuando se seca, se describe como higroscópico.
En algunas especies, el peridio interno recae en un estipe o pedúnculo. La columela es un conjunto de tejido estéril carecido a una columna que se encuentran dentro del peridio interior. La red de tejido fértil dentro del peridio interior, el capilicio, nace de la columela. La abertura en la mayoría de especies de «estrellas de tierra» es bastante prominente, muchas veces aparece como un pequeño cono en el ápice del peridio interior. Puede ser par o sulcado (acanalado).

## Especies
Aunque el Dictionary of the Fungi (2008) consideró aproximadamente 50 especies en Geastrum, una estimación publicada en 2014 sugiere que puede estar conformado por hasta 120 especies. Algunas especies similares que, de otro modo, son difíciles de diferenciar por características morfológicas clásicas (como G. triplex, G. saccatum, y G. lageniforme) se pueden identificar mediante pruebas químicas de control que detectan la actividad enzimática de la fenoloxidasa, así como las diferencias en la estructura cristalina de los depósitos de oxalato de calcio. El género incluye a:
- Geastrum aculeatum[8]
- Geastrum albonigrum
- Geastrum andrewsii
- Geastrum argentatum
- Geastrum argentinum
- Geastrum australe
- Geastrum britannicum
- Geastrum berkeleyi
- Geastrum bushnellii
- Geastrum campestre
- Geastrum clelandii
- Geastrum congolense
- Geastrum corollinum
- Geastrum coronatum
- Geastrum dissimile
- Geastrum drummondii
- Geastrum dubowskii
- Geastrum echinulatum[8]
- Geastrum elegans
- Geastrum elliptice
- Geastrum entomophilum[9]
- Geastrum episcopale
- Geastrum fimbriatum
- Geastrum flexuosum
- Geastrum floriforme
- Geastrum fornicatum
- Geastrum fuscogleba
- Geastrum hieronymi
- Geastrum hirsutum
- Geastrum hungaricum
- Geastrum inpaense (en Brasil)[10]
- Geastrum kotlabae
- Geastrum lageniforme
- Geastrum leptospermum
- Geastrum lilloi[11]
- Geastrum litchiforme
- Geastrum lloydianum
- Geastrum melanocephalum[12]
- Geastrum minimum
- Geastrum mirabile
- Geastrum morganii
- Geastrum ovalisporum
- Geastrum oxylobum
- Geastrum parvisporum
- Geastrum parvistriatum
- Geastrum pectinatum
- Geastrum pleosporus[13]
- Geastrum pouzarii
- Geastrum pseudolimbatum
- Geastrum quadrifidum
- Geastrum reticulatum
- Geastrum rhizophorum
- Geastrum rufescens
- Geastrum rugulosum
- Geastrum rusticum (en Brasil)[14]
- Geastrum saccatum
- Geastrum schmidelii
- Geastrum schweinitzii
- Geastrum senoretiae[15]
- Geastrum setiferum
- Geastrum smardae
- Geastrum smithii
- Geastrum stiptatum
- Geastrum striatum
- Geastrum subiculosum
- Geastrum tichifer
- Geastrum triplex
- Geastrum velutinum
- Geastrum welwitschii
- Geastrum xerophilum
- Geastrum xylogenum